# Productiestatistiek
Een productiestatistiek of bedrijfsstatistiek (Engels Census of Production) is een statistisch onderzoek naar bepaalde aspecten van de productie van de economie of bepaalde takken van het bedrijfsleven. Dergelijke statistieken hadden aanvankelijk alleen betrekking op de industrie, maar richten zich tegenwoordig ook op de sectoren landbouw, transport en dienstverlening.

## Algemeen
Productiestatistiek is statistisch onderzoek, dat meestal wordt uitgevoerd in de vorm van een enquête aan een deel van het bedrijfsleven. Dit wordt jaarlijks gedaan, in Nederland door het Centraal Bureau voor de Statistiek (CBS), met als doel economische gegevens te verzamelen, bijvoorbeeld voor de samenstelling van de nationale rekeningen of voor andere doeleinden. Het kan ook incidenteel worden uitgevoerd door organisaties als de Kamer van Koophandel, het Instituut voor het Midden- en Kleinbedrijf of andere onderzoeksbureaus.
De jaarlijkse productiestatistiek van de industrie van het Centraal Bureau voor de Statistiek (CBS) levert naar eigen zeggen "inzicht in de verschillende opbrengsten en kosten van de bedrijfstak. Tevens levert deze statistiek informatie op over de ingekochte grond- en hulpstoffen".
Dergelijk onderzoek begint in de regel met de verspreiding van vragenlijsten onder bedrijven, waarbij informatie gevraagd over de verschillende aspecten van hun bedrijfsactiviteiten. Meestal is de deelname aan dergelijk onderzoek vrijwillig, soms is dit ook wettelijk verplicht.
Regelmatig wordt in dergelijk onderzoek gevraagd naar aankopen van de onderneming, productie, verkoop, investeringen en het aantal werknemers. De mate van gedetailleerdheid kan aanzienlijk variëren. Met betrekking tot aankopen kan het bijvoorbeeld zo zijn dat er alleen gevraagd wordt naar de waarde van de totale aankopen, of kan het zijn dat er gevraagd wordt naar gedetailleerde aankopen per type grondstof.

## Geschiedenis
De eerste wettelijk geregelde productiestatistieken dateren van het begin van de 20e eeuw. Zo werd in Engeland de eerste productiestatistiek uitgevoerd over het jaar 1907, nadat de opzet hiervan was geregeld in de Census of Production Act van 2006. Bepaalde van de economische productie, zoals de import en export, werden echter al veel langer door de overheid onderzocht.

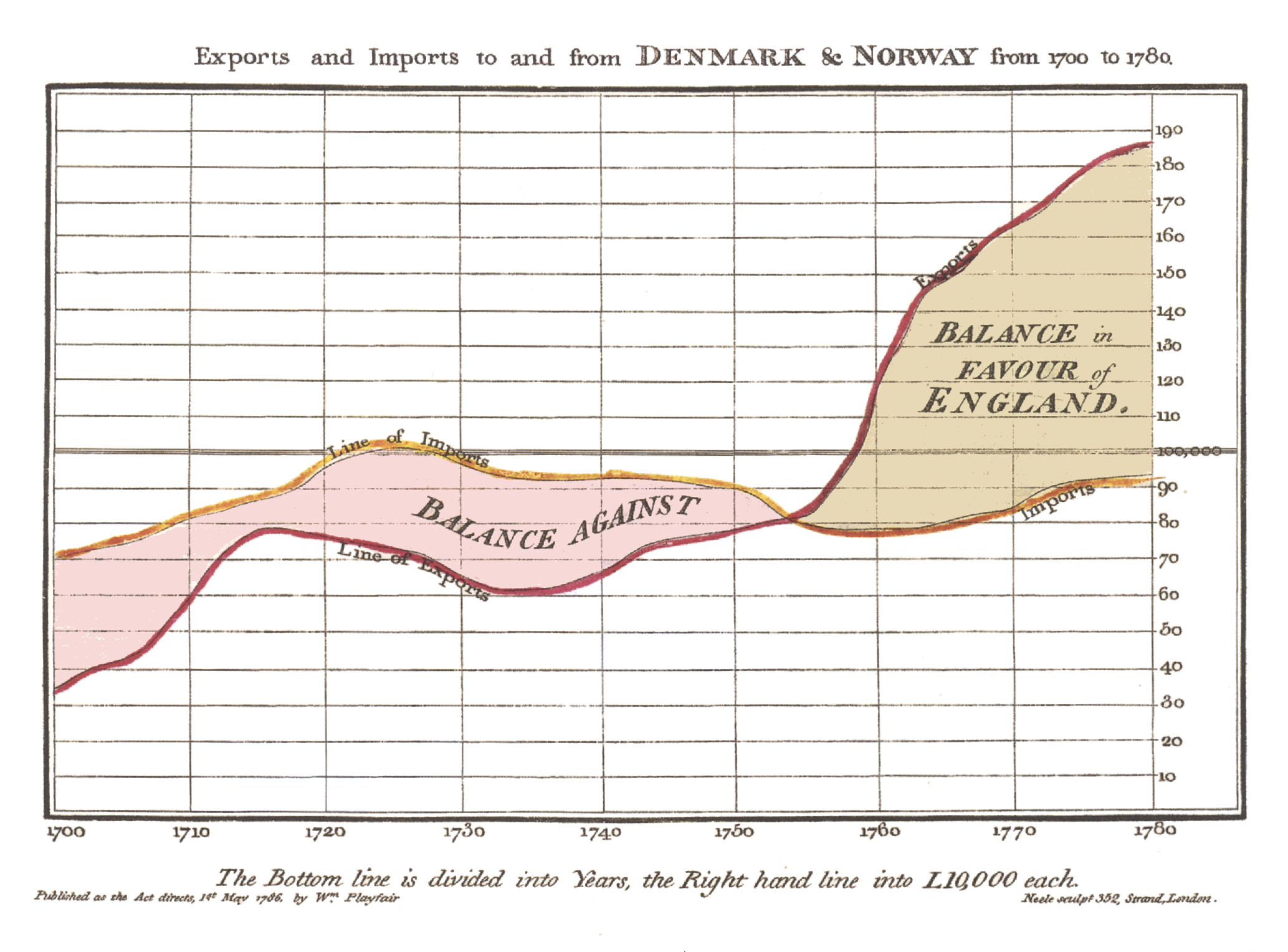
Diagram van de handelsbalans van Engeland in de 18e eeuw, in William Playfair's Commercial and Political Atlas, 1786.

Het verzamelen van gegevens over de economie gebeurt echter al veel langer. Zo werden eind 18e eeuw in westerse landen het toenmalige ministerie van Handel en Industrie opgericht, in Engeland in 1786. Deze begonnen met het verzamelen van productiestatistieken, wat echter nog niet erg systematisch gebeurde. In 1786 publiceerde William Playfair's zijn Commercial and Political Atlas, waarin de gegevens over de import en export voor het eerst grafisch werden weergegeven.
In de 19e eeuw verscheen er een aparte afdeling voor het verzamelen van statistieken, in Engeland in 1832 en in Nederland het CBS in 1898. In Engeland begon dit met de publicatie van een jaarboek. De belangrijkste focus lag op de gegevens van import en export, maar het bevatte ook informatie over de binnenlandse commerciële activiteiten. Na 1870 begon de Engelse overheid aanzienlijke hoeveelheden informatie te verzamelen over de werkgelegenheid en arbeidsloon, en de landbouw. In Engeland werd dergelijk onderzoek structureel geregeld met de "Census of Productions Bill" van 1906. In eerste instantie wekte dit echter grote argwaan bij fabrikanten, die meende "hun vrijheid te moeten opofferen aan een bende van de bedienden in Downing Street". De fabrikanten waren bovendien bezorgt dat hun bedrijfsgeheimen zouden worden geschaad.
In de eerste productiestatistieken begin 20e eeuw werden gegevens verzameld op bedrijfslocatie, waartoe men ook kantoren, magazijnen, laboratoria, en kantines rekende. Een bedrijf kon wel meerdere 'vestigingen' hebben. Vanaf 1958 werd in de Engelse statistieken gekeken naar de grotere eenheid van de zogenaamde "business unit": een onderneming of bedrijf of groep van bedrijven, maar dit werd in 1963 weer teruggedraaid naar de "vestiging". In 1987 werd bedrijf op indeling van de rapportage opnieuw ingesteld en werd de omvang van het onderzoek uitgebreid met allerleid niet-productie gerelateerde activiteiten. Tevens werden activiteit was ingedeeld afhankelijk van de industrie waarin de onderneming optrad. In 1998 werd dit onderzoek verder uitgebreid naar de transport- en dienstensector.

## Voorbeeld
Het CBS houdt productiestatistieken bij. Productie kan worden gemeten in hoeveelheden en in waarde. Zo kan er gemeten worden dat er 100 kilo kabeljauw gevangen is of voor 10.000 euro kabeljauw verkocht. De visserij produceert ook, net als de landbouw en de mijnbouw. Bij de interpretatie van productiestatistieken moet rekening gehouden worden met inflatie en technologische ontwikkelingen. Een auto geproduceerd in 1920 is een heel ander product dan een auto geproduceerd in 2020

## Publicaties
- Centraal Bureau voor de Statistiek (CBS) (2009). Methodologische toelichting Productiestatistieken. 22 septembert 2009
- Paul Smith and Stephen Penneck (2007). 100 Years of the Census of Production in the United Kingdom. Economic and Labour Market Review. United Kingdom, Office for National Statistics.